# لاهرود
لاهرود یکی از شهرهای استان اردبیل است. این شهر در شمال غربی ایران و در ۱۶ کیلومتری مشگین شهر و ۵۵کیلومتری شهر اردبیل قراردارد. از جاذبه‌های گردشگری این شهر می‌توان به آرامگاه امامزاده سید ابراهیم لاهرود، چشمه‌های آبگرم قوتورسویی و شابیل، غار تاریخی لاهرود، تفرجگاه داغلار باغی ، شیروان دره‌سی و شهریری اشاره نمود

## تاریخچه

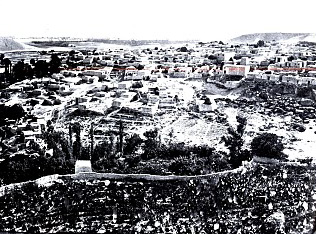
نمایی از گذشته شهر لاهرود

### پیشینه
وجود غارهای تاریخی متعدد و محوطه باستانی شهر یری در اطراف این شهر را به سلسله اورارتوری‌ها می‌رساند. بنا بر گزارش کارشناسان میراث فرهنگی قدمت محوطه باستانی شهر یری به هشت هزار سال قبل از میلاد و غار تاریخی لاهرود به ۱۰ هزار سال قبل از میلاد مسیح می‌رسد. این شهر از دیر باز مورد توجه پادشاهان بزرگ ایران بوده‌است. حضور نادر شاه افشار در شیروان دره سی و نامگذاری محل دیدار او از این منطقه به نام نادر باخان توسط اهالی منطقه گواهی بر این مدعاست.

## مردم
بر طبق آخرین سرشماری نفوس و مسکن بیش از ۹۵٪ مردم این شهر با سواد هستند. در طی سالهای اخیر جوانان این شهر رغبت بیشتری به طی تحصیلات دانشگاهی نشان می‌دهند. زبان تمامی اهالی این شهر ترکی آذربایجانی است و مذهب ۱۰۰٪ مردم آن نیز شیعه است.

## اقتصاد
این شهر از دیر باز به عنوان شاهراه اتصال اردبیل به تبریز، مغان به اردبیل و تنها مسیر ارتباطی به قله سبلان بوده‌است. لاهرود به دلیل داشتن چراگاه‌های ییلاقی همه ساله در فصول گرم سال پذیرای هزاران نفر از عشایر ایل سون می‌باشد.

### تولیدات
لاهرود در ایران به باغ‌های انگور آن شهرت دارد. این شهر و روستاهای تابعه آن دارای باغات بی بدیل انگور، زردآلو و گردو می‌باشند. همه ساله از باغهای این شهر، انگورهای بسیار زیادی برداشت شده و در سطح شهرستان، استان و حتی کشور مورد مصرف قرار می‌گیرد. به اعتقاد کارشناسان انگور این شهر به دلیل واقع شدن در موقعیت مکانی سرد و کوهستانی از مرغوبیت ویژه‌ای برخوردار است. گرمای زیاد در تابستان و سرمای ملس در شب‌های همین فصل موجب سفت شدن حبه‌های انگور شده و مرغوبیت خاصی به این محصول می‌دهد به گونه‌ای که بنا به آزمایش‌ها و شرکت در جشنواره‌های کشاورزی مختلف از جمله کسب رتبه برتر در میان انگورهای کشورهای مختلف در جشنواره‌ای در کشور آلمان گواهی بر این مدعاست.
از دیگر تولیدات این شهر می‌توان به زرد آلود محلی به نام زرد آلوی پیوندی که بسیار شیرین تر و درشت از گونه‌های معمول در سایر نقاط کشور است. هر ساله اوایل تیر ماه گردشگرانی از سراسر ایران برای خرید نورس این محصول به این شهر سفر می‌کنند. علاوه بر این مردم در این شهر با خشک نمودن سنتی این محصول به صورت کاملاً طبیعی در فصول دیگر سال نسبت به فروش آن اقدام می‌کنند.
عسل سبلان نیز از دیگر محصولات این خطه است که بیشتر آن را به نام سوغاتی اردبیل می‌شناسند. شاخصه اصلی عسل لاهرود شفافیت منحصربه‌فرد آن به دلیل به عمل آمدن این محصول در دامنه‌های پر گل سبلان و عاری از گل‌های همچون گل پنبه است. چرا که گلهایی مانند گل پنبه موجب عدم شفافیت عسل می‌شود.

### مشکلات
امروزه عدم وجود درآمد کافی معضلی بزرگ برای اهالی این شهر به‌شمار می‌رود. بیکاری موجب شده‌است نمودار جمعیت لاهرود در طی سالهای اخیر سیر نزولی به خود بگیرد. بیشتر افراد و علی‌الخصوص جوانان پایتخت را برای ادامه زندگی خود برگزیده‌اند. آمارهای غیررسمی حکایت از مهاجرت بیش از دو هزار نفر از مردم این شهر به استان تهران دارد. وجود حدود پانصد نفر لاهرودی نیز از سایر نقاط ایران و جهان گزارش شده‌است.

### مسیر توسعه
این شهر طبق وعده‌های مسئولین استانی و تلاشهای پیگیرانه اهالی در آینده‌ای نزدیک به شهرستان ارتقاء خواهد یافت و شاید همین امر باعث جذب سرمایه‌گذاران بزرگی همچون خودروسازی شده‌است. بازگشت مهاجرین به زادگاه خویش از ثمرات همین امر بوده و خواهد بود.

## مشاهیر

### هاشم بیک زاده
هاشم بیک‌زاده زادهٔ ۲ بهمن ۱۳۶۲ در شهر لاهرود است او بازیکن فوتبال و عضو تیم ملی فوتبال ایران و بازیکن باشگاه صبای قم است. او در تیم‌های باشگاهی فجر سپاسی شیراز و استقلال تهران نیز بازی کرده‌است.

### نرگس محمدی
نرگس محمدی (بازیگر) بازیگر معروف سینما و تلویزیون اصالتاً اهل روستای کویج از توابع شهر لاهرود است. قبر پدر وی در این روستا قرار دارد.

## جای‌های مهم

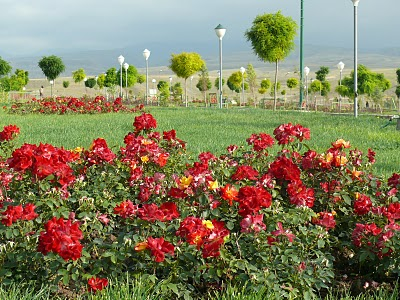
تفرجگاه داغلار باغی لاهرود

از آثار دیدنی این شهر می‌توان به آرامگاه امامزاده سید ابراهیم لاهرود، آبگرم شابیل لاهرود، قوتورسویی، غار تاریخی، شیروان دره سی و تفرجگاه داغلار باغی اشاره نمود.
لاهرود مبدأ صعود به قله ساوالان است.

### امامزاده سید ابراهیم

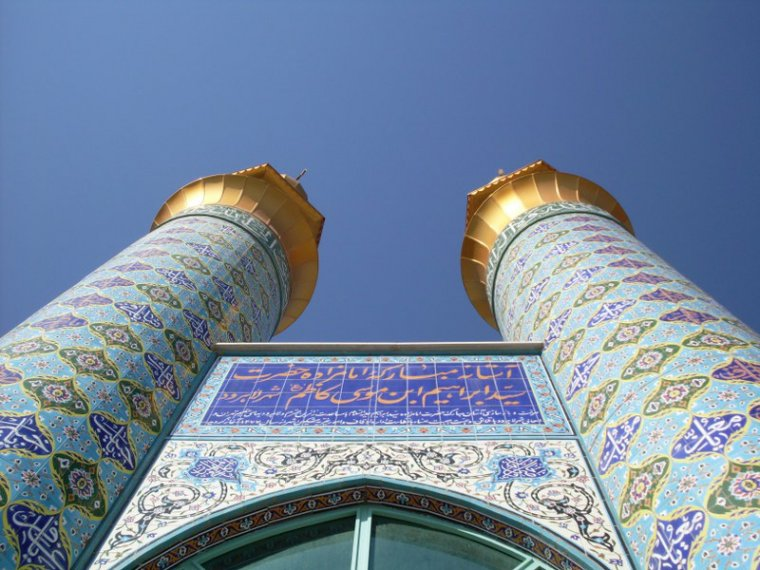
نمایی از بارگاه امامزاده سید ابراهیم (ع) شهر لاهرود

امامزاده سید ابراهیم لاهرود در مرکز شهر لاهرود (میدان امامزاده) قرار دارد. ساختمان قدیمی این امامزاده در سال ۱۳۷۷ تخریب و از نو ساخته شده‌است. این بنا تقریباً به سبک معماری اسلامی است که دارای یک گنبد با پوشش فلزی و دو مناره می‌باشد. نماز جمعه شهر لاهرود و مراسم مذهبی مهم شهر نیز در صحن این امامزاده برگزار می‌شود. آرامگاه سید بزرگوار در مرکز شهر لاهرود با زیربنای بالغ بر/۱۵۰۰مترمربع احداث ومورد استفاده زائرین و مسافرین گرامی است بقعه امامزاده سید ابراهیم (ع) دارای کتابخانه – زائرسرا – شیستان – مطبغ خانه – حسینیه و حرم خواهران و مسجد و حرم برادران – دفتر هیئت امناء – وضوخانه و سایر محدثات بوده که بازسازی و احداث اماکن یاد شده ازسال ۱۳۷۷با کمک زائرین محترم و مساعدت لاهرودیهای مقیم تهران واهالی شهر لاهرود وزیر نظر اداره اوقاف و امور خیریه آغاز و مورد بهره‌برداری می‌گیرد.

### آب‌گرم شابیل
چشمه آب گرم شابیل لاهرود چشمه‌ای‌ست که در دامنهٔ کوه سبلان، در فاصلهٔ ۲۵ کیلومتری لاهرود واقع شده‌است. دمای آب این چشمه ۴۹ درجه سانتی‌گراد است و به دلیل فراوانی اسید بی‌کربنیک در آن، بیماران برخی بیماری‌های حرکتی و عصبی برای درمان مراجعه می‌کنند.

### غار لاهرود

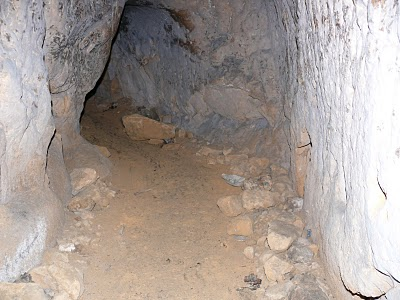
نمایی از غار تاریخی لاهرود

غار تاریخی لاهرود صخره‌ای شکل بوده و در شرق لاهرود قرار دارد.

## شهرداری
شهرداری لاهرود در سال ۱۳۷۶ تأسیس شد. این شهرداری جزو شهرداریهای درجه ۲ کشور بوده
و هم‌اکنون داود نوری وند به عنوان شهردار اداره کننده آن است.
طرح تبدیل روستای لاهرود مرکز بخش لاهرود تابع شهرستان مشگین‌شهر به شهر لاهرود در تاریخ پنجم اسفند ۱۳۷۵ به تصویب هیئت وزیران رسیده و و در اوایل سال ۱۳۷۶ ابلاغ و شهرداری لاهرود در پاییز سال ۱۳۷۶ به دست استاندار وقت اردبیل محمود احمدی‌نژاد افتتاح شد
طرح جامع ـ تفصیلی شهر لاهرود در تاریخ ۱۳۹۱/۰۲/۱۸ به تصویب شورای عالی شهرسازی و معماری ایران رسید.